# Campionatul Mondial de Atletism din 2022 - Aruncarea ciocanului (masculin)
Proba masculină de aruncare a ciocanului de la Campionatul Mondial de Atletism din 2022 a avut loc în perioada 15-16 iulie 2022 pe Hayward Field din Eugene, SUA.

## Standardul de calificare
Standardul de calificare a fost de 77,5m.

## Program
Ora este ora SUA (UTC-7) 
| Data     | Oră   | Etapă      |
| -------- | ----- | ---------- |
| 15 iulie | 09:05 | Calificări |
| 16 iulie | 12:00 | Finala     |

## Rezultate

### Calificări
În finală s-au calificat toți sportivii care au aruncat ciocanul la distanța de 77,5m (C) sau cele mai bune 12 performanțe (c).
| Loc | Grupă | Nume                   | Țară                       | Rundă | Rundă | Rundă | Cea mai bună performanță | Note  |
| Loc | Grupă | Nume                   | Țară                       | 1     | 2     | 3     | Cea mai bună performanță | Note  |
| --- | ----- | ---------------------- | -------------------------- | ----- | ----- | ----- | ------------------------ | ----- |
| 1   | B     | Paweł Fajdek           | Polonia                    | 74,63 | 80,09 |       | 80,09                    | C     |
| 2   | A     | Daniel Haugh           | Statele Unite ale Americii | 74,56 | 77,13 | 79,34 | 79,34                    | C     |
| 3   | A     | Wojciech Nowicki       | Polonia                    | 79,22 |       |       | 79,22                    | C     |
| 4   | B     | Bence Halász           | Ungaria                    | 79,13 |       |       | 79,13                    | C     |
| 5   | B     | Rudy Winkler           | Statele Unite ale Americii | 76,97 | 78,61 |       | 78,61                    | C     |
| 6   | A     | Eivind Henriksen       | Norvegia                   | 78,12 |       |       | 78,12                    | C     |
| 7   | B     | Quentin Bigot          | Franța                     | 75,62 | 77,95 |       | 77,95                    | C     |
| 8   | B     | Mîhailo Kohan          | Ucraina                    | 76,62 | 74,95 | 77,58 | 77,58                    | C     |
| 9   | A     | Nick Miller            | Marea Britanie             | 77,13 | x     | x     | 77,13                    | c, SB |
| 10  | A     | Christos Frantzeskakis | Grecia                     | 76,03 | 74,47 | 75,79 | 76,03                    | c     |
| 11  | B     | Humberto Mansilla      | Chile                      | 72,85 | 74,39 | 75,33 | 75,33                    | c     |
| 12  | B     | Alex Young             | Statele Unite ale Americii | 74,67 | x     | 72,97 | 74,67                    | c     |
| 13  | A     | Adam Keenan            | Canada                     | 74,38 | 74,44 | 72,24 | 74,44                    |       |
| 14  | B     | Javier Cienfuegos      | Spania                     | 73,16 | 72,43 | 74,25 | 74,25                    |       |
| 15  | B     | Serghei Marghiev       | Moldova                    | 70,13 | 73,46 | 74,17 | 74,17                    |       |
| 16  | A     | Diego del Real         | Mexic                      | 73,96 | 74,12 | 73,23 | 74,12                    |       |
| 17  | B     | Rowan Hamilton         | Canada                     | 73.58 | 74,02 | 72,26 | 74,02                    |       |
| 18  | A     | Yann Chaussinand       | Franța                     | 72.62 | 73,95 | x     | 73,95                    |       |
| 19  | A     | Marcin Wrotyński       | Polonia                    | 73,00 | 73,55 | 73.26 | 73,55                    |       |
| 20  | B     | Ragnar Carlsson        | Suedia                     | x     | 72,26 | 73,45 | 73,45                    |       |
| 21  | B     | Thomas Mardal          | Norvegia                   | 70,31 | x     | 72,90 | 72,90                    |       |
| 22  | A     | Tristan Schwandke      | Germania                   | 71,94 | 72,87 | 71,02 | 72,87                    |       |
| 23  | A     | Tuomas Seppänen        | Finlanda                   | 72,63 | 72,29 | 72,81 | 72,81                    |       |
| 24  | A     | Hilmar Örn Jónsson     | Islanda                    | 72,36 | 72,72 | x     | 72,72                    |       |
| 25  | B     | Michail Anastasakis    | Grecia                     | 70,35 | 70,03 | 72,40 | 72,40                    |       |
| 26  | B     | Allan Wolski           | Brazilia                   | x     | 69,56 | 71,27 | 71,27                    |       |
| 27  | B     | Aaron Kangas           | Finlanda                   | 69,69 | 69,64 | 68,35 | 69,69                    |       |
| 28  | A     | Joaquín Gómez          | Argentina                  | 69,03 | 68,41 | x     | 69,03                    |       |
| 29  | A     | Denzel Comenentia      | Țările de Jos              | x     | x     | x     | FM                       |       |
| 30  | A     | Gabriel Kehr           | China                      |       |       |       |                          | NS    |

### Finala
| Loc | Nume                   | Țară                       | Rundă | Rundă | Rundă | Rundă | Rundă | Rundă | Cea mai bună performanță | Note |
| Loc | Nume                   | Țară                       | 1     | 2     | 3     | 4     | 5     | 6     | Cea mai bună performanță | Note |
| --- | ---------------------- | -------------------------- | ----- | ----- | ----- | ----- | ----- | ----- | ------------------------ | ---- |
| 1   | Paweł Fajdek           | Polonia                    | 74,71 | 80,58 | 81,98 | 79,13 | x     | x     | 81,98                    |      |
| 2   | Wojciech Nowicki       | Polonia                    | 77,40 | 80,07 | 81,03 | x     | 79,45 | 79,53 | 81,03                    |      |
| 3   | Eivind Henriksen       | Norvegia                   | 78,89 | 80,87 | x     | 75,55 | 77,74 | 78,19 | 80,87                    | SB   |
| 4   | Quentin Bigot          | Franța                     | 79,52 | 78,86 | 80,24 | 79,94 | 79,85 | 79,38 | 80,24                    |      |
| 5   | Bence Halász           | Ungaria                    | 79,12 | 79,46 | 80,15 | x     | 78,77 | 79,07 | 80,15                    | PB   |
| 6   | Rudy Winkler           | Statele Unite ale Americii | 78,91 | 77,49 | x     | 78,51 | 78,99 | 78,89 | 78,99                    |      |
| 7   | Mîhailo Kohan          | Ucraina                    | 78,07 | 78,83 | x     | 77,94 | 78,16 | 77,97 | 78,83                    | SB   |
| 8   | Daniel Haugh           | Statele Unite ale Americii | 76,80 | 78,10 | x     | 76,52 | 77,71 | x     | 78,10                    |      |
| 9   | Christos Frantzeskakis | Grecia                     | 77,04 | 74,34 | 76,85 |       |       |       | 77,04                    |      |
| 10  | Humberto Mansilla      | Chile                      | 73,91 | 71,71 | 73,05 |       |       |       | 73,91                    |      |
| 11  | Nick Miller            | Marea Britanie             | x     | x     | 73,74 |       |       |       | 73,74                    |      |
| 12  | Alex Young             | Statele Unite ale Americii | 73,60 | 73,53 | x     |       |       |       | 73,60                    |      |